# خوان بيرنهارت
خوان بيرنهارت (بالإنجليزية: Juan Bernhardt)‏ هو لاعب كرة قاعدة دومينيكاوي، ولد في 31 أغسطس 1953 في سان بيدرو دي ماكوريس في جمهورية الدومينيكان.

## وصلات خارجية
- خوان بيرنهارت على موقعبيزبول رفرنس.كوم (الدوري الرئيسي) (الإنجليزية)
- خوان بيرنهارت على موقعبيزبول رفرنس.كوم (الدوري الثانوي) (الإنجليزية)